# Aragonès campès
L'Aragonès Campès és una parla local aragonesa que se parla a Campo (Ribagorça).
És una transició entre el benasquès i el baix-ribagorçà, igual que la Terra de Camp, Congustro de Bentanillo i Turbón fan de frontera entre les dues l'Alta i la Baixa Ribagorça, al nord l'Alta Ribagorça de valls més estretes, altes pendents, selva caducifòlia i més pluja, i al sud la Baixa Ribagorça amb la Vall de l'Esera més ampla i plana, monts menys pendents, i clima de vegetació mediterrània.
Forma part de l'Aragonès Mig-Ribagorçà.

## Fonètica
- Son molts els casos de pèrdua de la -o final que no es pot trobar a l'aragonès:
  - sort (sort)
  - corp (cos)
  - traball (treball)
  - any (any)
  - rebós (repost)
  - fet (fet)
  - uells (ulls)
  - cunills  (conill —cunill dialectalment—)
  - polls (polls, pollastres)

- Són alguns els casos de no diftongació de la Ĕ curta llatina, els tres primers es troben també en bajorribagorzano:
  - ben (bé) 
  - també (també, també—dialectalment—) 
  - peus (peus) 
  - terra (terra) 
  - pedra (pedra) 
  - tempo (temps)

- Són alguns els casos de no diftongació de la Ŏ curta llatina:
  - sort (sort) 
  - corp (cos) 
  - forza (força)

- Es conserven més casos de diftongació davant de Iod que en bajorribagorzano.
  - OCULU > * ollo > uell (ull)

- El grup -it- esta molt castellanitzat.
  - mucho, noche, pecho, ascuchá

- El diftongo -ie- de -iello està castellanitzat en -illo:
  - Congosto de Ventamillo, crespillo.

## Morfologia
- Els articles són: el, la, és, les
- Es conserva la conjunció comparativa més, com en benasquès i alguna zona del Sobrarb:
  - Magis > mais > més (més)
- Els pronoms presonales de 1ª i 2ª de persona del plural són: nusotros i vusotros.
- El morfema personal de 1ª persona plural acaba en -m: cantam.
- Encara que el present del verb estar té diftong (el ye, el teu yes), el passat imperfecte no té (el eba en lloc del yera com en aragonès general).